# ریو گرانده، تیرا دل فوئگو
ریو گرانده (به اسپانیایی: Río Grande) شهری در کشور آرژانتین، استان تیرا دل فوئگو است که در سال ۲۰۰۹ میلادی، حدود ۵۲٬۶۸۱ نفر جمعیت داشته است.

## نگارخانه

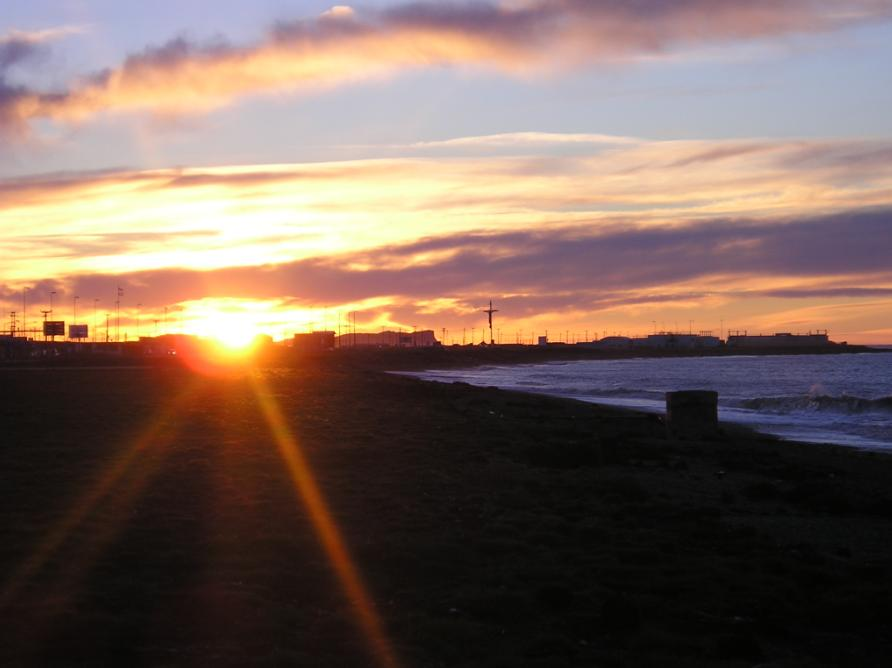
<!Río Grande at sunset>
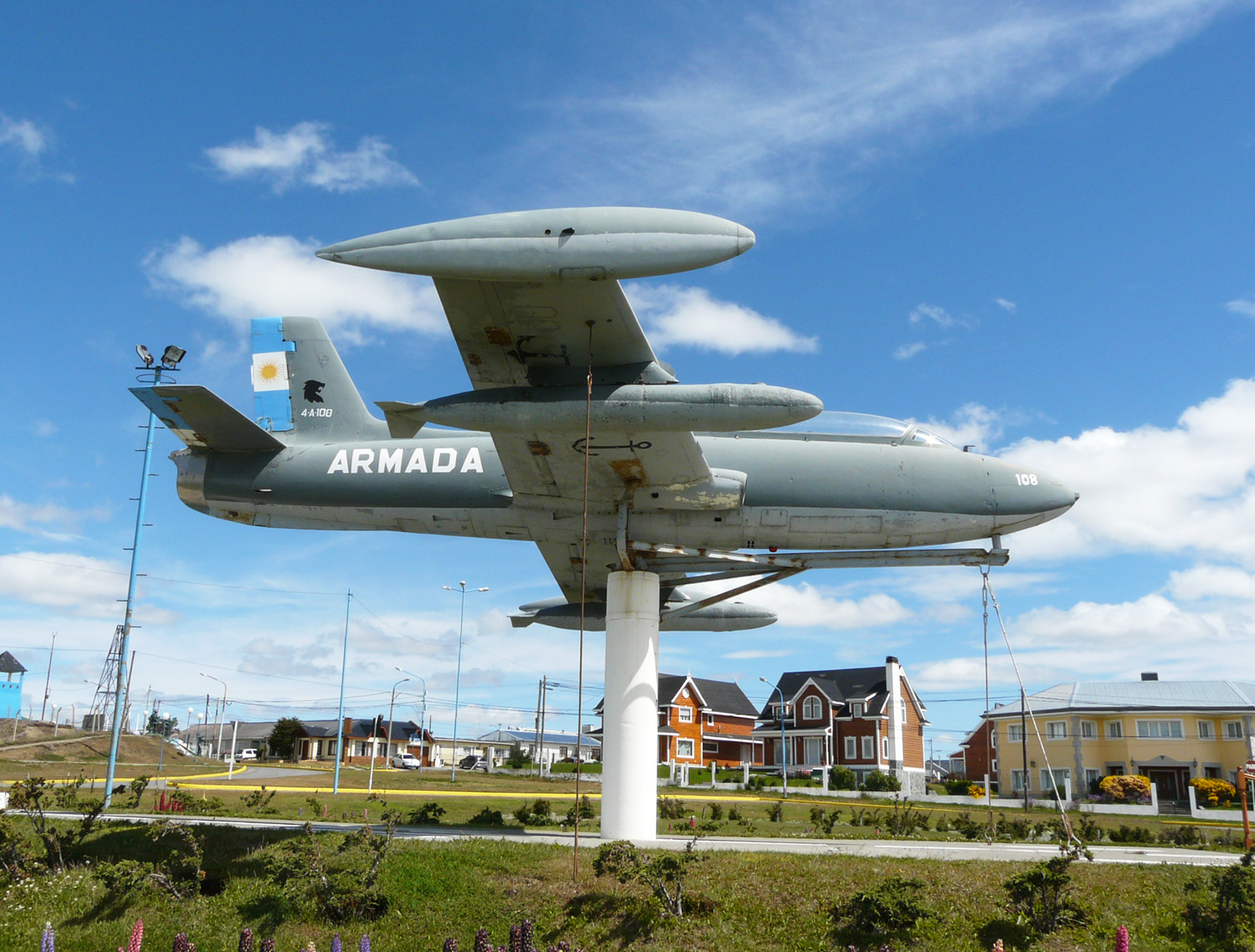
<!Argentine Navy MB326 monument>